# 蒙特婁地下城市
蒙特婁地下城市（正式名稱：RÉSO，法語：La Ville Souterraine），位於加拿大魁北克省蒙特婁，是世界最大的地下街。

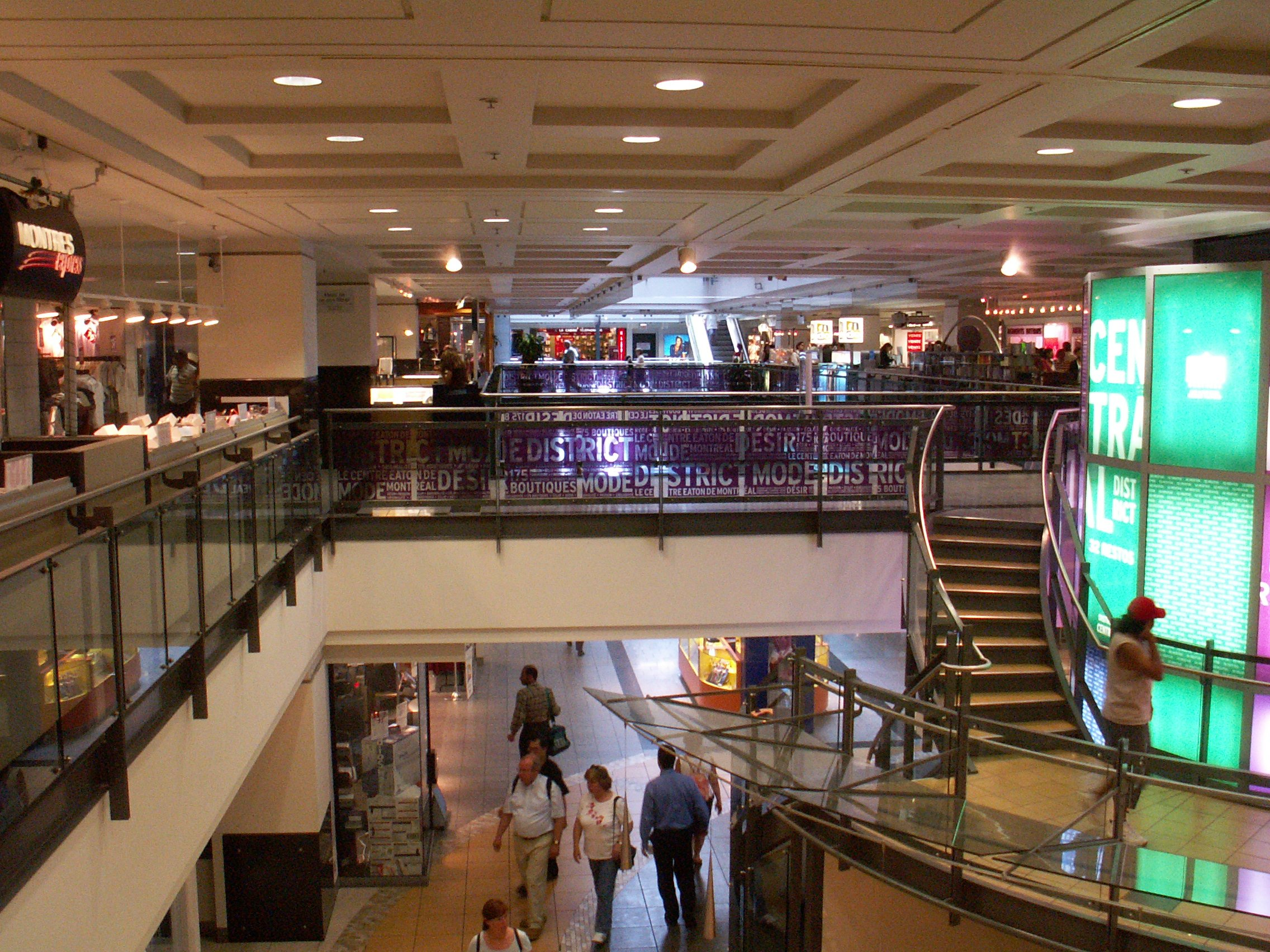
位於蒙特婁伊頓購物中心，麥基爾站和皮爾站之間

蒙特婁地下城市的地下街長達32公里，分佈面積達12平方公里，連結區域包括購物中心、公寓大樓、飯店、銀行、公司、博物館、大學、七處地鐵站、兩處通勤鐵路站、兩處客運站和貝爾中心。